# St. George's FC
St. George's FC is een Maltese voetbalclub uit Cospicua (Bormla). De club werd in 1890 opgericht na een fusie van St. Andrews, St. George's en Santa Margerita. St. George's is de oudste club van het land.
De club werd 1 keer kampioen in 1917. Tot 1980 vertoefde de club vaak in de hoogste klasse, met regelmatig een seizoen in de 2de divisie. Daarna duurde het tot 1992/93 alvorens de club weer kon promoveren, maar hij moest na 1 seizoen weer degraderen. De promotie werd weer afgedwongen het volgende seizoen, maar ook nu kon een seizoen in 1ste niet verlengd worden. Er volgde zelfs een 2de degradatie op rij in 1996, na één seizoen kwam de club terug naar 2de maar werd meteen naar de 3de klasse teruggefloten. Het ging van kwaad naar erger en in 2000 degradeerde de club zelfs naar de 4de klasse. In 2003 werd de club kampioen in de 4de klasse. Het tij keerde voor de club en ook het volgende jaar werd de club kampioen. De terugkeer in 2de klasse liep niet van een leien dakje en de club vermeed maar net een degradatie. In 2005/06 speelde de club echter opnieuw kampioen, voor de 3de keer in 4 jaar tijd en kon zo in 2006/07 voor het eerst in meer dan 10 jaar opnieuw in de hoogste klasse spelen. Lang duurde het verblijf echter niet en de club degradeerde meteen.

## Erelijst
- Landskampioen
  - 1917
- Kampioen 2e klasse
  - 2019
- Beker van Malta
  - Finalist: 1937, 1950